# 朔尔兄妹

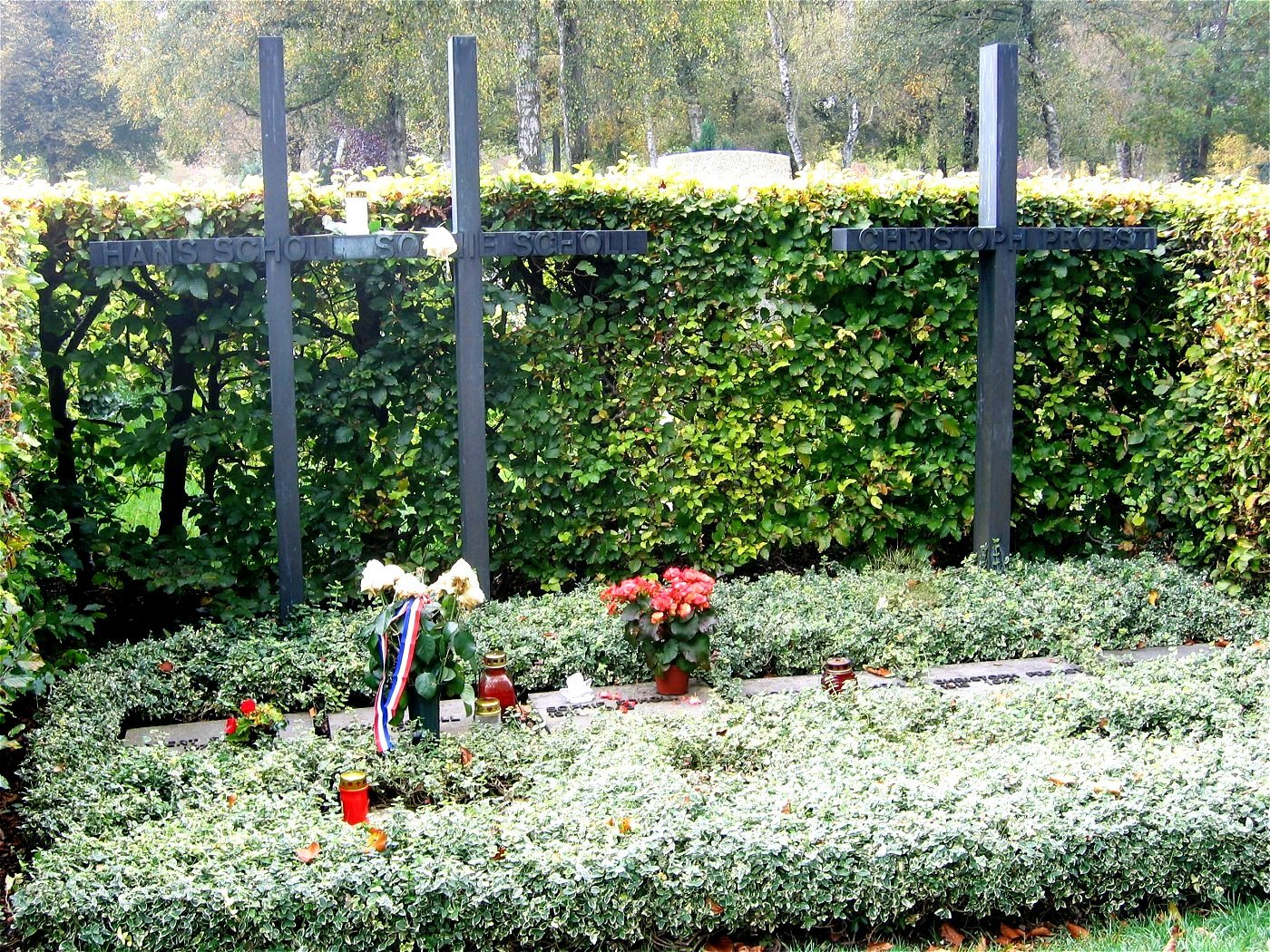
朔尔兄妹的墓地

朔尔兄妹（德語：Geschwister Scholl），即汉斯·朔尔和索菲·朔尔兄妹，慕尼黑反纳粹主义运动学生组织白玫瑰的成员，以反对战争和阿道夫·希特勒的独裁统治壮烈牺牲而知名。第二次世界大战后，朔尔兄妹被认为是德国抵抗极权主义纳粹政权的象征。

## 生平
朔尔家族有六个兄弟姐妹：英格·朔尔（1917-1998年）、汉斯·朔尔（1918-1943年）、伊丽莎白·朔尔（1920-2020年）、索菲·朔尔（1921-1943年）、沃纳·朔尔（1922-1944年）和蒂尔德·朔尔（1925-1926年），他们一家住在德国的伍尔滕堡、福赫滕堡（直到1930年）、路德维希堡（1930-1932年）和乌尔姆（1932-1936年）。
1943年2月18日，汉斯·朔尔与索菲·朔尔于慕尼黑大学派发传单时被管理员雅各布·施密德（Jakob Schmid）发现并报告给了盖世太保。2月22日，在人民法庭院长羅蘭德·弗萊斯勒的指示下，朔尔兄妹被判处死刑，并即日在慕尼黑的斯塔德海姆监狱以断头台斩首。。此后，他们被埋葬在珀拉彻森林（Perlacher Forst）的公墓中。。

## 纪念

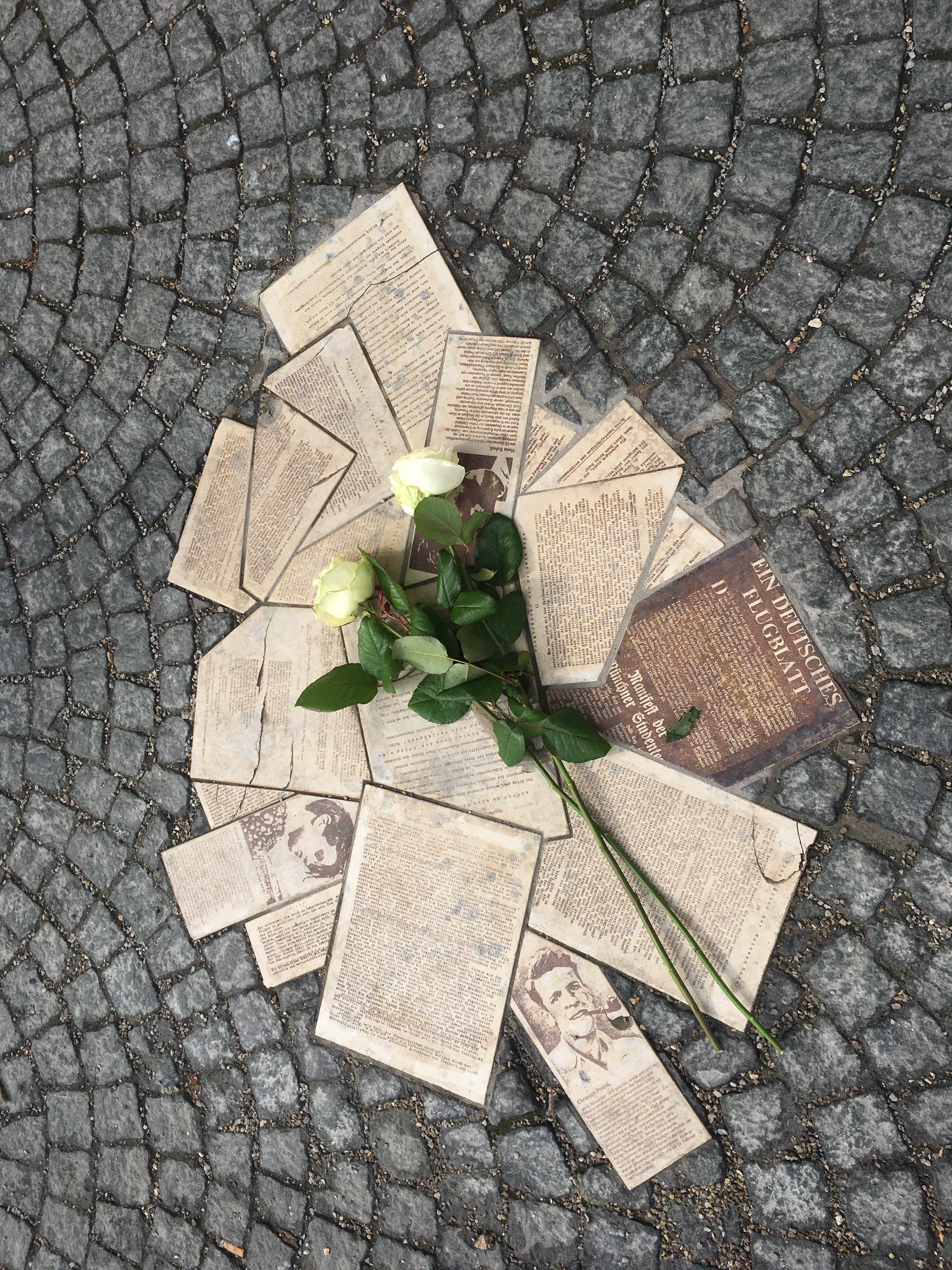
慕尼黑大学主楼前的白玫瑰传单图案

自1945年以来，德意志联邦共和国和德意志民主共和国的许多城市都以朔尔兄妹的名字命名街道、广场和学校。1998年，德国法律正式废除了纳粹在刑事司法中的不公正判决，朔尔兄妹和其他白玫瑰成员的判决在德国正式失效。
1968年1月30日，慕尼黑大学将战后重建的政治学学院以朔尔兄妹冠名。慕尼黑大学主楼前的广场是白玫瑰组织最后派发传单的地方，亦被改名为“朔尔兄妹广场”。1997年，广场中央被绘制了白玫瑰传单的图案，以纪念朔尔两兄妹和其他白玫瑰成员。2005年，慕尼黑大学为索菲·朔尔设立半身铜像，并每年在大学礼堂举行“朔尔兄妹奖学金”颁发仪式。
“ 朔尔兄妹奖”由德国商业协会巴伐利亚州分会和慕尼黑市政府设立。自1980年以来，他们每年将这一奖项授予显示“思想独立，支持公民自由、道德、知识和审美上的勇气，并对当前的责任意识起到重要推动作用”的文学作品。
2005年德國電影《帝國大審判》，拍攝朔尔兄妹被捕、審判及處死前的故事，獲得2006年德國電影獎（最佳影片、最佳女主角）、柏林影展（最佳導演、最佳女主角、評審團大獎）、歐洲電影獎（最佳導演、最佳女主角）。